# Kadugli
Kaduqli o Kadugli (en árabe: كادوقلي Kādūqlī pronunciación sudanesa: [kaːduɢli]) es la capital del estado de Kordofán del Sur, Sudán. Se encuentra a 240 kilómetros al sur de El Obeid, en el extremo norte de la llanura del Nilo Blanco en las montañas Nuba. Posee 92 674 habitantes.